# Зидиган
Зидиган (баш. Етегән) — деревня в Миякинском районе Республики Башкортостан Российской Федерации. Входит в состав Большекаркалинский сельсовет.

## География

### Географическое положение
Расстояние до:
- районного центра (Киргиз-Мияки): 27 км,
- центра сельсовета (Большие Каркалы): 4 км,
- ближайшей ж/д станции (Аксёново): 60 км.

## Население
| 2002 | 2009 | 2010 |
| ---- | ---- | ---- |
| 68   | ↘60  | ↘54  |